# Enicospilus betanimenus
Enicospilus betanimenus là một loài tò vò trong họ Ichneumonidae.